# Яхруст

Яхруст — река в России, протекает в Островском районе Костромской области. Устье реки находится в 42 км по правому берегу реки Медоза. Длина реки составляет 16 км, площадь водосборного бассейна 119 км².
Яхруст вытекает из Половчиновского озера, расположенного восточнее села Игодово в 25 км к северо-востоку от посёлка Островское. Река течёт на юг по заболоченному ненаселённому лесу. Впадает в Медозу западнее деревни Машихино.

## Данные водного реестра
По данным государственного водного реестра России, относится к Верхневолжскому бассейновому округу, водохозяйственный участок реки — Волга от города Кострома до Горьковского гидроузла (Горьковское водохранилище), без реки Унжа, речной подбассейн реки — Волга ниже Рыбинского водохранилища до впадения Оки. Речной бассейн реки — (Верхняя) Волга до Куйбышевского водохранилища (без бассейна Оки).
По данным геоинформационной системы водохозяйственного районирования территории РФ, подготовленной Федеральным агентством водных ресурсов:
- Код водного объекта в государственном водном реестре — 08010300412110000013704
- Код по гидрологической изученности (ГИ) — 110001370
- Код бассейна — 08.01.03.004
- Номер тома по ГИ — 10
- Выпуск по ГИ — 0